# Seespitze (Hohe Tauern)
La Seespitze est une montagne qui s’élève à 3 021 m d’altitude dans les Hohe Tauern, en Autriche.